# Jason Jones (programmeur)
Pour les articles homonymes, voir Jason Jones et Jones.
Jason Jones, né le 1er juin 1971, est un programmeur de jeux vidéo. Il cofonde le studio de jeux vidéo Bungie avec Alex Seropian (en) en 1991. Jones commence la programmation sur les ordinateurs Apple au lycée, un jeu multijoueur d'assemblage appelé Minotaur: The Labyrinths of Crete. Pendant ses études à l'université de Chicago, il rencontre Seropian et tous les deux forment un partenariat pour publier Minotaur.
À la suite du modeste succès de Minotaur, Jones programme le jeu suivant de Bungie, Pathways Into Darkness, et travaille sur le code, le level design et l'élaboration de l'histoire des séries de Bungie Marathon et Myth. Pour les projets suivants de Bungie, Halo: Combat Evolved et Halo 2, Jones endosse un nouveau rôle de direction en tant que chef de projet. Il travaille comme designer principal sur le jeu vidéo de 2014 Destiny.

## Jeunesse
Jones commence à s'intéresser à la programmation lorsqu'il est au lycée, et apprend l'Applesoft BASIC (en) ainsi que l'assembleur 6502 sur un ordinateur de la famille des Apple II. Quand Apple sort sa gamme Macintosh, la famille de Jones fait l'acquisition d'un Macintosh 128K, mais Jones programme peu dessus. Après le lycée, Jones obtient un emploi de programmeur pour une entreprise de Conception assistée par ordinateur sur PCs, avant d'entrer à l'université l'année suivante. À l'époque, Jones affirmait que tout ce qu'il n'avait jamais fait d'autre sur l'Apple II c'était d'écrire des jeux, « et il me semblait logique de continuer cela sur le Mac, » dit-il. « La première chose que j'ai fait sur le Mac c'était de porter le jeu utilisant un modem que j'avais écrit appelé Minotaure, de l'assembleur 6502 de l'Apple II vers le MPW C du Mac. J'étais encore dans les finitions lorsque je suis arrivé à l'université. A ce moment là, je savais que je voulais écrire des jeux. ».

## Bungie
Jones a rencontré Alex Seropian lors de sa deuxième année à l'Université de Chicago. En 1991 Seropian avait fondé Bungie et édité son propre jeu, Operation: Desert Storm. Seropian souhaitait publier un autre jeu, et ils ont décidé de travailler ensemble pour terminer le Minotaur. Alors que Seropian faisait de la conception et de la commercialisation, Jones terminait la programmation. Minotaur: The Labyrinths of Crete était livré en avril 1992; alors que le jeu s'était vendu à seulement 2 500 exemplaires environ (il nécessitait un modem encore rare pour jouer en réseau), il développait une suite dédiée. Après la publication de Minotaur, Jones et Seropian ont formé un partenariat; "Ce que j'ai aimé en lui, c'est qu'il n'avait jamais gaspillé de l'argent", a déclaré Jones à propos de son partenaire.
Bungie était centré sur la plate-forme Mac en raison de la familiarité avec cette plate-forme et sa facilité d'utilisation. "Le marché du PC était vraiment acharné, mais le marché du Mac était plus sympathique et restreint. Donc c'était plus facile pour la compétition", a déclaré Jones. Après Minotaure, Bungie a commencé à travailler sur une version graphique en 3D du jeu, mais il s'est rendu compte que le format du jeu n'était pas adapté à un environnement 3D. Au lieu de cela, Jones et Seropian ont écrit une nouvelle histoire pour ce qui allait devenir Pathways Into Darkness. Depuis Bungie n'avait plus d'argent et Jones était le seul qui avait le temps pour coder le jeu sur un Mac IIfx, en passant les tâches artistiques à son ami Colin Brent,. Pathways a été suffisamment fructueux pour que Bungie puisse déménager d'une chambre d'appartement à un bureau.
Le projet suivant de Bungie était de commencer une sorte de mise à jour de Pathways mais qui a évolué vers un jeu de tir de science-fiction, Marathon. Le jeu incluait des graphismes dans l'état de l'art , le mode multijoueur en réseau, et le support de la voix, et a remporté plusieurs prix lors de la sortie en 1994. Jones a rappelé qu'il était surpris que personne n'ait terminé le jeu et ait cherché à résoudre certaines de ses lacunes avec sa sequel, Marathon 2: Durandal, qui a également été publié pour les PCs sous Windows. La série Marathon a été suivie par des séries de jeux de stratégie en temps réel, à commencer par Myth: The Fallen Lords en 1996. Myth: The Fallen Lords est sorti en 1997.
Bungie a continué à se développer, et en 1997 les travaux ont commencé par un nouveau projet, nom de code Blam! (Jones avait changé le nom de Monkey Nuts parce qu'il ne pouvait pas se résoudre à dire à sa mère le nouveau titre du jeu.) Blam!  a évolué à partir d'un jeu de stratégie en temps réel vers un jeu de tir à la troisième personne puis un tir à la première personne appelé Halo: Combat Evolved. Le rôle de Jones dans le développement a été différent de Marathon et de Myth, où Jones était impliqué dans le développement de plus de la moitié des niveaux et dans une grande partie de l'histoire. Au lieu de cela, il a été le chef de projet et un gestionnaire, à peine de fournir tout le code pour le jeu. Il serait de lire la guerre des revues par les auteurs comme John Kinkaid et Winston Churchill.
En 2000, Microsoft a acquis Bungie, déplaçant l'équipe de Chicago vers l'État de Washington. Jones a rappelé que le rachat a été un « flou [...] Nous avions été en discussion avec des gens pendant des années et des années auparavant nous avions nous même publié Marathon, Activision avait fait une offre sérieuse [pour nous acheter]. Mais la chance de travailler sur [la console Xbox de Microsoft]—la chance de travailler avec une compagnie qui a pris les jeux sérieux. Avant nous craignions d'être acheté par quelqu'un qui voulait juste les portages Mac ou qui n'a pas la moindre idée. » dans le même temps, un bogue dans les versions de Mythe II a été trouvé, il effaçait intégralement un disque dur d'un joueur, ce qui a conduit à un rappel massif des jeux juste avant qu'ils ne soient expédiés, coûtant à Bungie près d'un million de dollars,. Le compositeur Martin O'Donnell a dit que ce rappel a créé une incertitude financière dans le studio, bien que l'acceptation de l'offre n'était pas quelque chose que "Bungie avait à faire.". Jones et Seropian ont refusé d'accepter l'offre de Microsoft jusqu'à ce que l'ensemble du studio soit d'accord pour le rachat.
Combat Evolved a été très fructueux, la vente de plus d'un million d'unités dans les six premiers mois a accentué la vente de la Xbox. Jones a mené l'équipe de développement qui a créé sa suite, Halo 2, et il a travaillé en tant que designer principal sur une nouvelle série de jeux vidéo de la série, Destiny,,. Il a été classé dans le magazine Next Generation parmi les 100 meilleurs développeurs en 2006 et en 2007,.